# Sagrada Congregación del Santo Oficio
La Sagrada y Suprema Congregación del Santo Oficio fue el nombre que, desde la organización de la Curia Romana introducida por Pío X en 1908, se dio a la Sagrada y Suprema Congregación de la Romana y Universal Inquisición, fundada por Paulo III en 1542. Paulo VI en 1965 le dio el nombre de Congregación para la Doctrina de la Fe.
En 1478 aparecía la bula Exigit sincerae devotionis affectus del Papa Sixto IV instituyendo el Santo Oficio.
El término Inquisición hace referencia a varias instituciones dedicadas a la supresión de la herejía, tanto en el seno de la Iglesia católica como también en el luteranismo, calvinismo y otras denominaciones protestantes.
La herejía en la era medieval muchas veces se castigaba con la pena de muerte y torturas varias, y de esta se derivan todas las demás. La Inquisición medieval fue fundada en 1184 en la zona de Languedoc (sur de Francia) para combatir a la herejía de los cátaros o albigenses, que en 1249 se implantó también en el Reino de Aragón (fue la primera Inquisición estatal) y que en la Edad Moderna, con la unión de Aragón con Castilla, fue extendida a esta con el nombre de Inquisición española (1478-1821), bajo control directo de la monarquía hispánica, cuyo ámbito de acción se extendió después a América, aunque nunca sobre los indígenas de la América española; la Inquisición portuguesa (1536-1821) y la Inquisición romana (1542-1965). Aunque en los países de mayoría protestante también hubo persecuciones, en este caso contra católicos, contra reformadores radicales como los anabaptistas y contra supuestos practicantes de brujería, los tribunales se constituían en el marco del poder real o local, generalmente adecuado para cada caso concreto, y no constituyeron una institución específica.
La instalación del Tribunal de la Inquisición en el Perú fue la obra más importante del virrey Francisco de Toledo en el ámbito religioso.